# Hydrotaea floccosa
Hydrotaea floccosa este o specie de muște din genul Hydrotaea, familia Muscidae, descrisă de Macquart în anul 1835. Conform Catalogue of Life specia Hydrotaea floccosa nu are subspecii cunoscute.